# لوما لیندا غربی (تگزاس)
لوما لیندا غربی (به انگلیسی: Loma Linda West) یک منطقهٔ مسکونی در ایالات متحده آمریکا است که در شهرستان استار، تگزاس واقع شده‌است. لوما لیندا غربی ۱۱۴ نفر جمعیت دارد.